# (270) Anahita
(270) Anahita es un asteroide perteneciente al cinturón de asteroides descubierto por Christian Heinrich Friedrich Peters el 8 de octubre de 1887 desde el observatorio Litchfield de Clinton, Estados Unidos.
Está nombrado por Anahita, una diosa de la mitología persa.

## Características orbitales
Anahita orbita a una distancia media del Sol de 2,198 ua, pudiendo acercarse hasta 1,867 ua. Tiene una inclinación orbital de 2,368° y una excentricidad de 0,1507. Emplea en completar una órbita alrededor del Sol 1190 días.
Anahita forma parte de la familia asteroidal de Flora.